# Brug 830
Brug 830 is een vaste brug in Amsterdam-Zuid, wijk Buitenveldert.
Ze vormt, althans voor voetgangers, de verbinding tussen de Van Nijenrodeweg en het Gijsbrecht van Aemstelpark ter hoogte van de flats met als adres Teilingen. De voetgangersbrug is ontworpen door de Publieke Werken, die ook het ontwerp leverde voor een groot deel van het park. Bij die gemeentedienst was toen Dirk Sterenberg (en ook Dick Slebos) verantwoordelijk voor de bruggen. Deze brug komt dan ook van zijn (hun) hand. Alle bruggen van en naar het park hebben dezelfde opzet. Ook hier is een betonnen constructie neergelegd (op twee jukken met de van Sterenberg bekende V-vorm) met daarop metalen open groenen balustrades. Om het vallen in het onderliggende water van personen tegen te gaan is een reling gemaakt.
<<< · 801 · 802 · 803 · 804 · 805 · 808 · 811 · 812 · 813 · 814 · 815 · 816 · 817 · 818 · 819 · 820 · 821 · 822 · 823 · 824 · 825 · 826 · 827 · 828 · 829 · 830 · 831 · 832 · 833 · 834 · 835 · 836 · 837 · 838 · 839 · 840 · 841 · 842 · 844 · 845 · 846 · 848 · 849 · 850 ·  854 · 856 · 857 · 858 · 859 · 860 · 863 · 864 · 865 · 866 · 867 · 868 · 869 · 870 · 871 · 872 · 873 · 875 · 876 · 877 · 889 · 890 · 891 · 892 · 893 · 895 · 896 · 897 · 898 · 899 · >>>
Brugnummers 800, 806, 807, 809, 810, 843 (gesloopt, Uilenstede, Amstelveen), 847 (Uilenstede, Amstelveen) , 851 (gesloopt, Dirk Sterenberg), 852 (gesloopt, Dirk Sterenberg), 853 (gesloopt, Dirk Sterenberg), 855, 861, 862, 874, 878, 879, 880, 881, 882, 883, 884, 885, 886, 887, 888, 894 zijn niet (meer) vergeven.